# Gare de La Borne Blanche
La gare de La Borne Blanche est une gare ferroviaire française de la ligne de Paris-Nord à Lille, située sur le territoire de la commune d'Orry-la-Ville, dans le département de l'Oise en région Hauts-de-France. Elle est à 850 m du centre de la localité (la gare d'Orry-la-Ville - Coye étant distante de 2 km), en limite du site classé de la forêt de Chantilly.
C'est une halte ferroviaire de la Société nationale des chemins de fer français (SNCF) desservie par les trains de la ligne D du RER.

## Situation ferroviaire
Établie à 95 mètres d'altitude, la gare de La Borne Blanche est située au point kilométrique (PK) 33,180 de la ligne de Paris-Nord à Lille, entre les gares de Survilliers - Fosses et Orry-la-Ville - Coye.

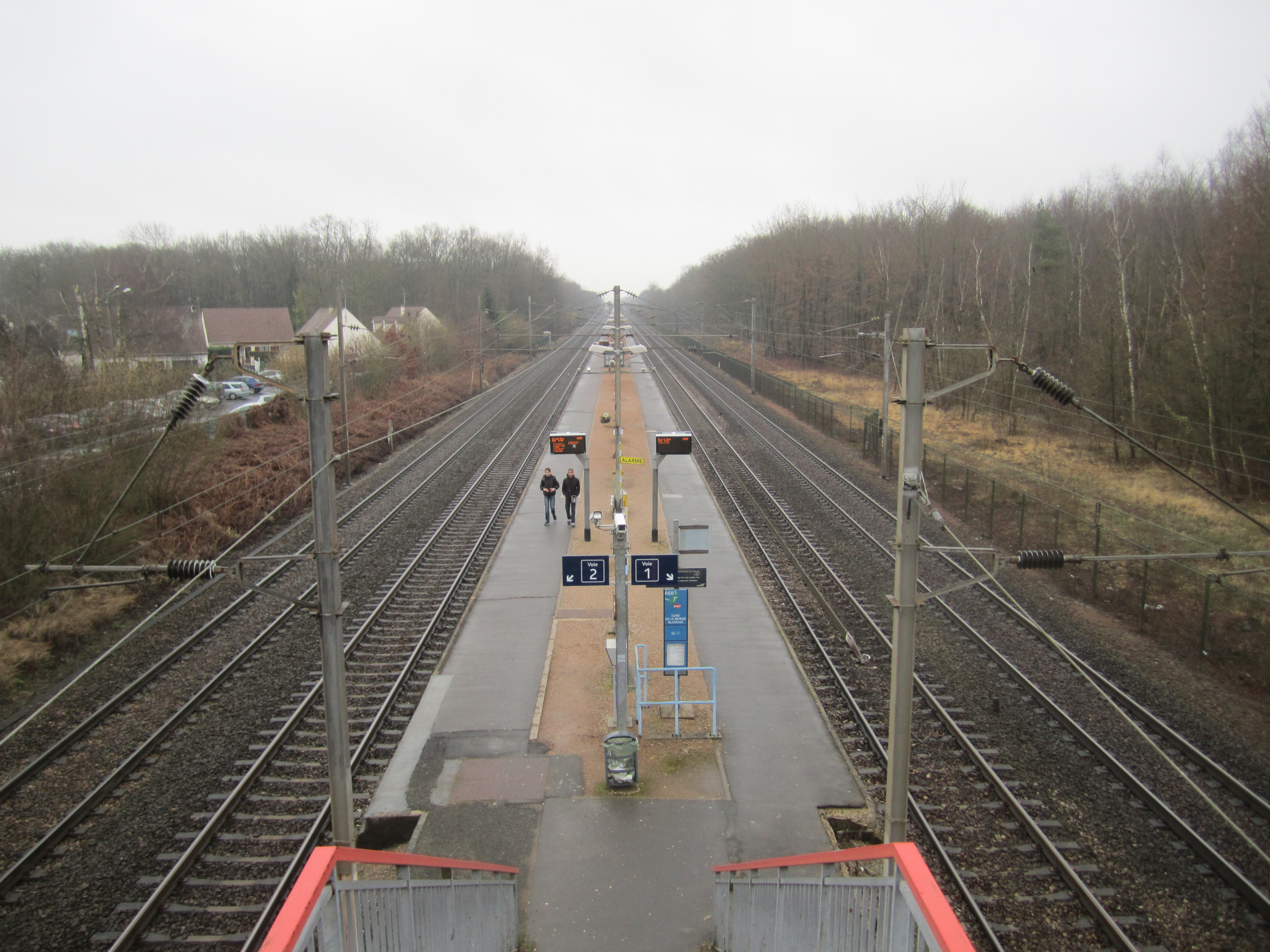
Le quai et les voies, vus de la passerelle d'accès.

## Histoire
La ligne directe de Saint-Denis à Creil via Survilliers - Fosses fut ouverte le 10 mai 1859, mais comme la plupart des communes concernées par cette ligne, Orry-la-Ville devait partager une gare avec une autre commune, Coye-la-Forêt en l'occurrence, la gare se situant entre les deux localités. Bien que la voie ferrée s'approche du village de quelques centaines de mètres à 1,5 km au sud de la gare, les habitants d'Orry ont un plus long chemin pour la gare que les voisins de Coye : 2 km environ. Mais pendant plus d'un siècle, ils doivent s'en contenter : la section de ligne entre Paris et Creil ne compte que peu de gares du fait de son rôle tourné vers le trafic de grandes lignes.
La situation change avec l'électrification, effective depuis le 9 décembre 1958, qui améliore le débit de la ligne : les gares de Garges - Sarcelles et des Noues sont alors mises en service. Orry-la-Ville doit encore attendre trois ans et demi, jusqu'en mai 1962, quand les voies sont quadruplées sur les 4 km manquants entre la bifurcation de La Chapelle-en-Serval et Orry-la-Ville - Coye. Ce quadruplement permet de prolonger des trains de banlieue de Survilliers - Fosses jusqu'à Orry-la-Ville - Coye et augmente la capacité sur cette section de la ligne. La SNCF crée donc en même temps un nouveau point d'arrêt près du centre du village, appelé « La Borne Blanche » situé près du petit château qui sert alors de centre de formation pour la SNCF depuis 1959. Il est devenu depuis siège du Parc naturel régional Oise-Pays de France. Cet arrêt se résume à un quai central situé entre les deux voies affectées au trafic de banlieue, accessible par un escalier depuis le passage supérieur traversant la ligne au nord des quais.
Le mois de septembre 1990 voit la première phase de la mise en service de la ligne D du RER en lieu et place des trains de banlieue classiques. Dès lors, les trains se dirigeant vers Paris ne sont plus limités à la gare du Nord, mais desservent également la gare de Châtelet - Les Halles. L'année suivante, le périmètre du trafic de banlieue parisien est élargi à toute la région Île-de-France. Pour la section de ligne de La Borne Blanche à Creil, cela signifie que les titres de transport propres au tarif Île-de-France, dont notamment la Carte Navigo, ne sont plus applicables. Le 24 septembre 1995, les trains du RER D sont interconnectés avec la banlieue sud-est>.

## Frequentation
Selon les estimations de la SNCF, la fréquentation annuelle de la gare s'élève aux nombres indiqués dans le tableau ci-dessous.
| Année               | 2015    | 2016    | 2017    | 2018    | 2019    | 2020   | 2021    | 2022    |
| ------------------- | ------- | ------- | ------- | ------- | ------- | ------ | ------- | ------- |
| Nombre de voyageurs | 203 215 | 192 996 | 187 219 | 175 718 | 168 264 | 95 188 | 113 513 | 140 070 |

## Service des voyageurs

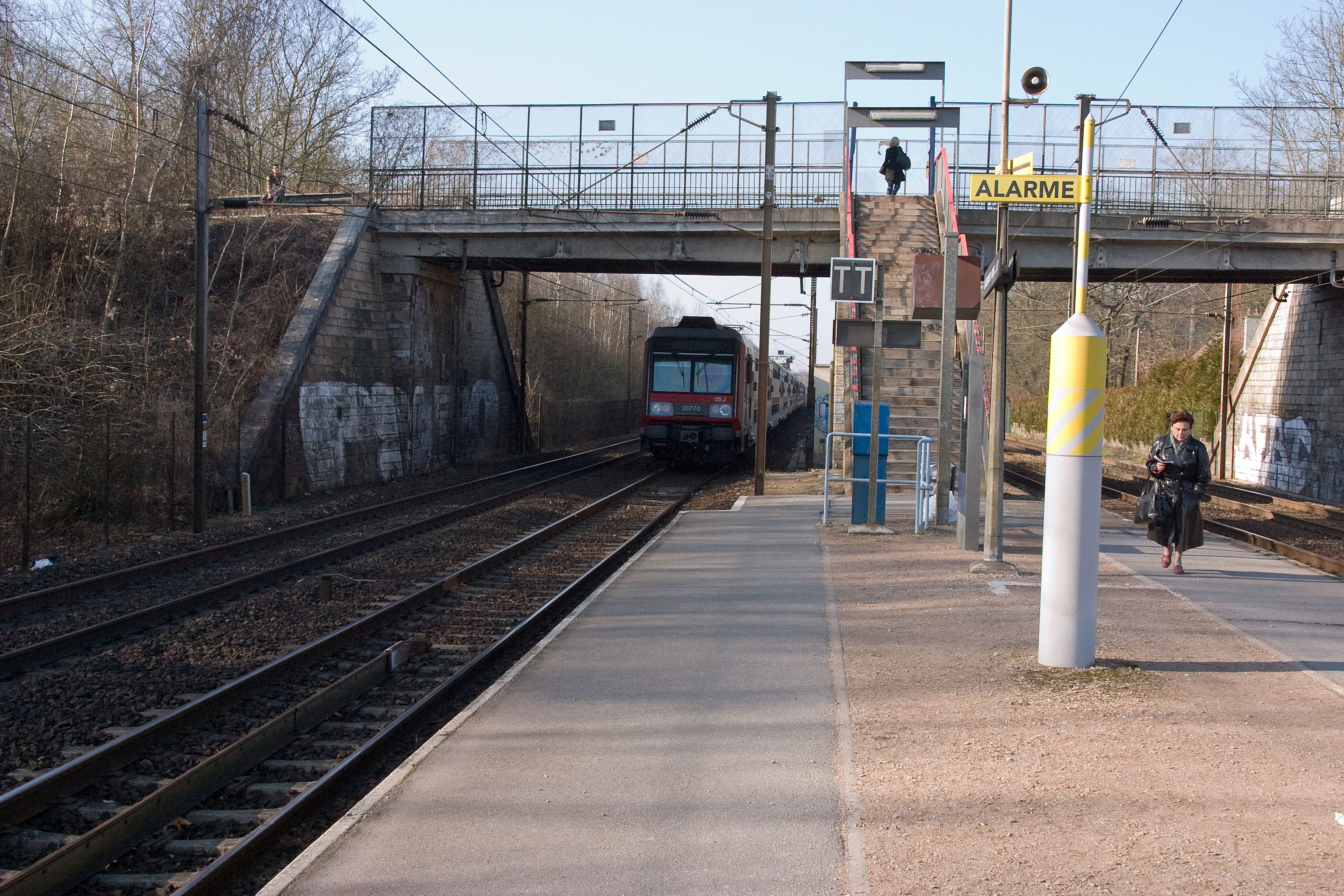
L'entrée de la gare vue du quai.

### Accueil
Halte SNCF, c'est un point d'arrêt non géré (PANG) à accès libre. Elle dispose d'un quai central avec des abris pour l'attente des voyageurs, quelques bancs, des horloges et les installations du système d'information des voyageurs. Il n'y a ni guichet, ni distributeur automatique de billets.

### Desserte
La Borne Blanche est desservie par les trains de la ligne D du RER. Étant située en région Hauts-de-France, la tarification relevant du syndicat des transports d'Île-de-France (STIF) n'est pas applicable. La Borne Blanche est l'unique gare du département de l'Oise qui n'est desservie que par les trains du réseau RER.

### Intermodalité
Un petit parking-relais est disponible à côté du point d'arrêt, accessible depuis le centre-ville d'Orry. Par sa situation en bordure de forêt de Coye, la Borne Blanche est le point de départ de deux randonnées tracées par le Parc naturel régional Oise-Pays de France.
Aucune correspondance routière n'existe à cette gare. L'arrêt d'autocars le plus proche, « Orry-la-Ville – Centre Village » est à 850 m dans la même rue. Cet arrêt est desservi par la ligne 643 du réseau interurbain de l'Oise, reliant la gare d'Orry-la-Ville – Coye à Senlis via La Chapelle-en-Serval, Pontarmé et Thiers-sur-Thève, et fonctionnant du lundi au vendredi. La ligne 6207 du même réseau dispose d'un arrêt situé à 200 m de la halte.

## Galerie de photographies

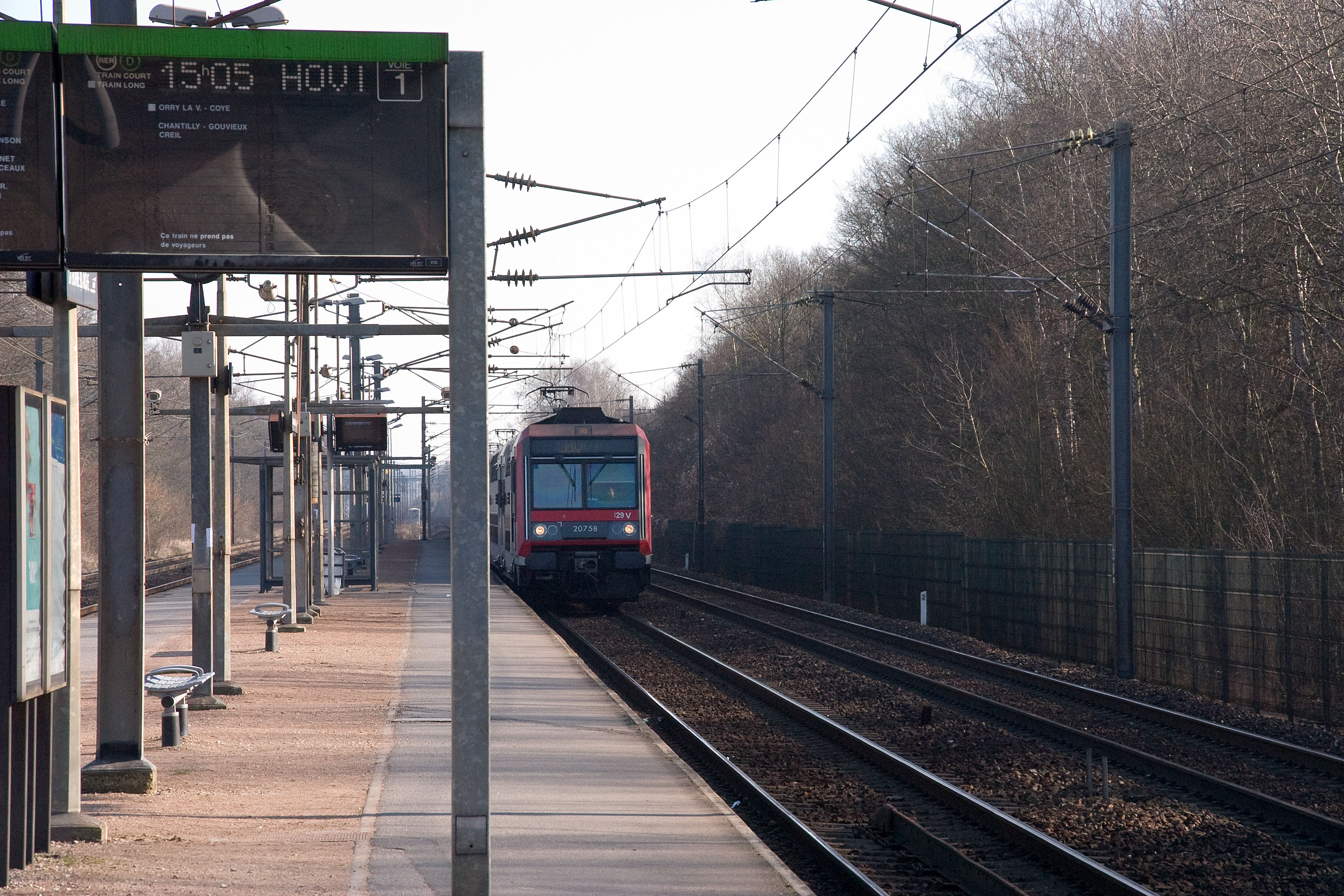
Rame Z 20500 du RER D arrivant en gare.
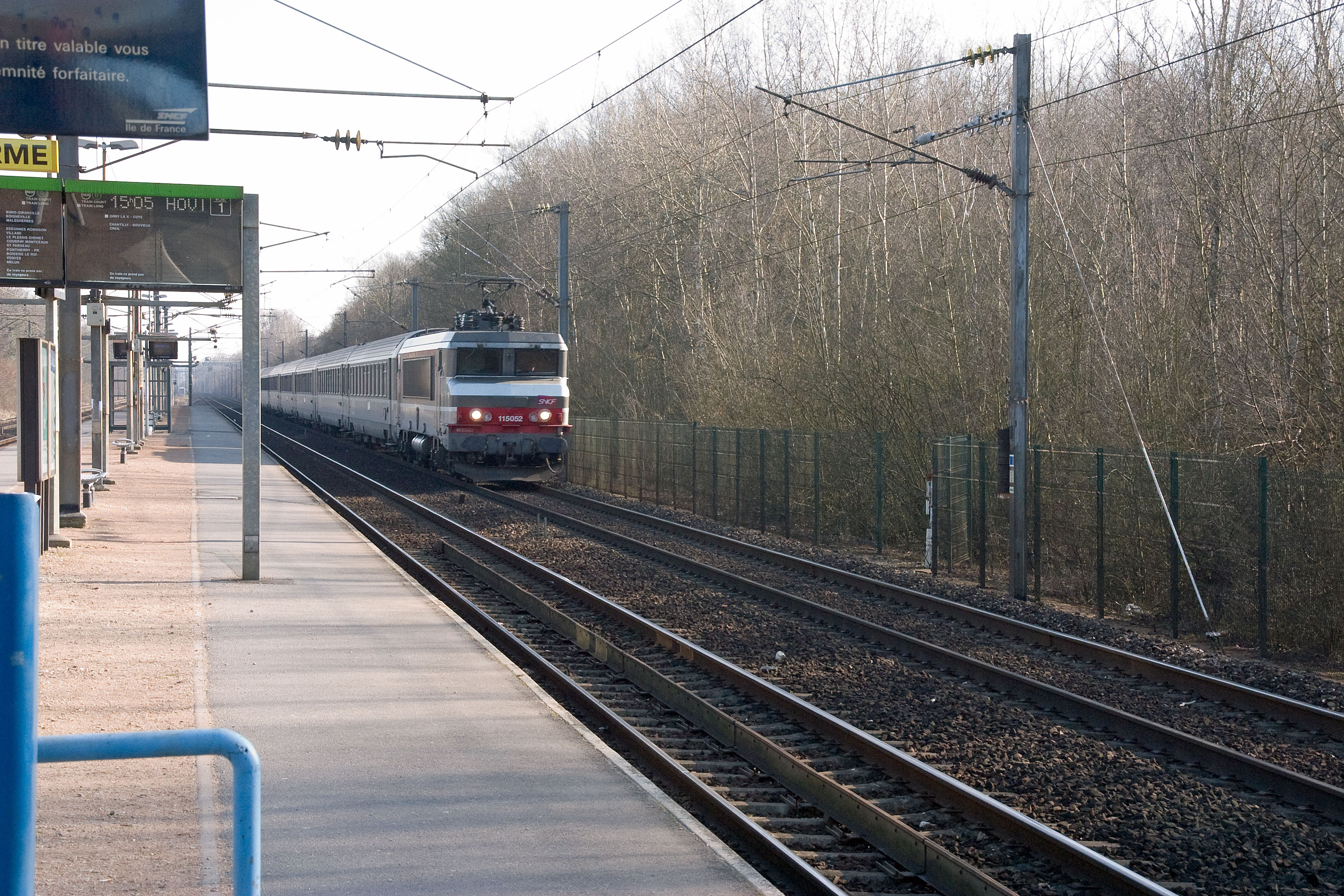
Train sans arrêt.
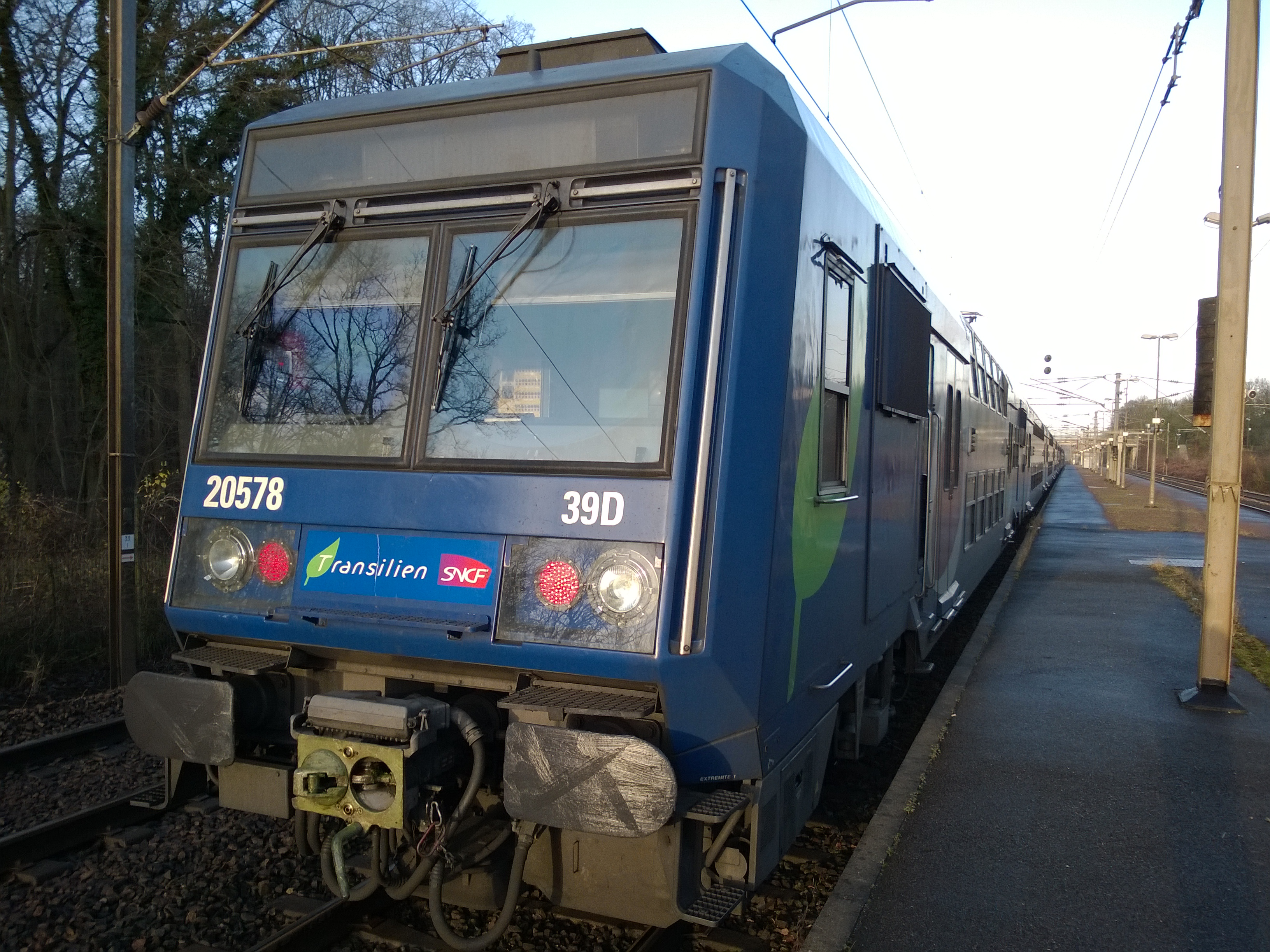
Train à l'arrêt.